# La familia Roulin
La familia Roulin es un conjunto de retratos pìntados por Vincent van Gogh en Arlés en 1888 y 1889 de Joseph, su mujer Augustine y sus tres hijos: Armand, Camille y Marcelle. Esta serie es única en muchos sentidos. Aunque a Van Gogh le encantaba pintar retratos, le era difícil por motivos financieros y otras razones encontrar modelos. Por ello, encontrar una familia entera que aceptara sentarse para sus pinturas — de hecho, para varias sesiones cada uno — fue una recompensa.
Joseph Roulin se convirtió en un buen y leal amigo, solidario con Van Gogh durante su estancia en Arlés. Representar a un hombre a quien realmente admiraba era importante para él. La familia, con los niños que contaban una edad de cuatro meses a diecisiete años, también le dio la oportunidad de producir trabajos de individuos en varias etapas diferentes de la vida.
Más que hacer trabajos fotográficos, Van Gogh utilizó su imaginación, colores y temas artística y creativamente para evocar las emociones deseadas en el espectador.

## De fondo
Esta serie fue hecha durante uno de los periodos más prolíficos de Van Gogh. El trabajo le permitió extraer aprendizajes artísticos sobre el objetivo de expresar algo significativo como artista.

### Van Gogh en Arlés
Van Gogh se trasladó a Arlés en el Mediodía francés en 1888, donde realizó algunos de sus mejores trabajos. Sus pinturas representaron diferentes aspectos de la vida cotidiana, como los retratos de los miembros de la familia Roulin. Las pinturas de girasoles, las obras más conocidas de Van Gogh, fueron creadas por entonces. Trabajó continuamente para mantenerse al día con sus ideas para las pinturas. Este fue probablemente uno de los periodos más felices de la vida de Van Gogh. Estaba seguro, lúcido y aparentemente contento.
En una carta a su hermano, Theo, escribió, "Pintar como es ahora, promete volverse más sutil – más como música y menos como escultura – y sobre todo, promete color". Vincent explica que ser como la música significa ser reconfortante.

### Retratos
Van Gogh, conocido por sus paisajes, parecía encontrar en el retrato su mayor ambición. Dijo sobre los retratos, "lo único en la pintura que me entusiasma hasta el fondo del alma, y me hace sentir el infinito más que cualquier otra cosa."  Van Gogh explicó: "en un cuadro quiero decir algo reconfortante como la música es reconfortante. Quiero pintar hombres y mujeres con ese algo eterno que el halo solía simbolizar, y que buscamos comunicar mediante el resplandor y vibración reales de nuestro color".
Aunque a Van Gogh le gustaba pintar retratos de personas, había pocas oportunidades para él de poder pagar o conseguir modelos para su trabajo. Encontró una recompensa en su trabajo con la familia Roulin, para la que hizo varias imágenes de cada uno.
Como la familia Roulin era similar en tamaño a la de Van Gogh, en su aproximación psicológica Lubin ha sugerido que Van Gogh les puede haber adoptado inconscientemente como sustitutos.
Van Gogh pintó a la familia del cartero Joseph Roulin en el invierno de 1888, cada miembro más de una vez. La familia incluía a Joseph Roulin, el cartero; su mujer, Augustine; y sus tres hijos. Van Gogh describió a la familia como "realmente franceses, incluso si parecen rusos." A lo largo de varias semanas, pintó a Augustine y los niños varias veces. La razón era en parte para que los Roulin pudieran tener una pintura de cada miembro, de modo que con estos cuadros y otros, su salón se convertiría en un virtual "museo de arte moderno". El consentimiento de la familia a posar para van Gogh también le dio la oportunidad de crear más retratos, lo cual era muy inspirador para el artista.
Van Gogh utilizó el color para un efecto dramático. La ropa de cada miembro está hecha en colores primarios llamativos y utilizó colores contrastantes en el fondo para intensificar el impacto de la obra.

### Joseph
Joseph Roulin nació el 4 de abril de 1841 en Lambesc. Su esposa, de soltera Augustine-Alix Pellicot, era también de Lambesc; se casaron el 31 de agosto de 1868. Joseph, de 47 años en el tiempo de estas pinturas, era diez años mayor que su mujer. La suya era una casa humilde de clase trabajadora . Ejercía en la estación de ferrocarril como entreposeur des postes. Murió en septiembre de 1903.
Van Gogh y Joseph Roulin se hicieron buenos amigos y compañeros de taberna. Van Gogh comparó a Roulin con Sócrates en muchas ocasiones; aunque Roulin no era un hombre especialmente atractivo, van Gogh lo encontró "un alma tan buena y tan sensata y tan llena de sentimientos y confiada". Estrictamente por su aspecto, Roulin le recordaba a van Gogh al novelista ruso Fiódor Dostoyevski – la misma frente y nariz anchas, y forma de la barba. Roulin lo acompañó en lo bueno y en lo difícil, manteniendo correspondencia con su hermano, Theo después de su ruptura con Gauguin y estando a su lado durante y después de su estancia en el hospital de Arlés.

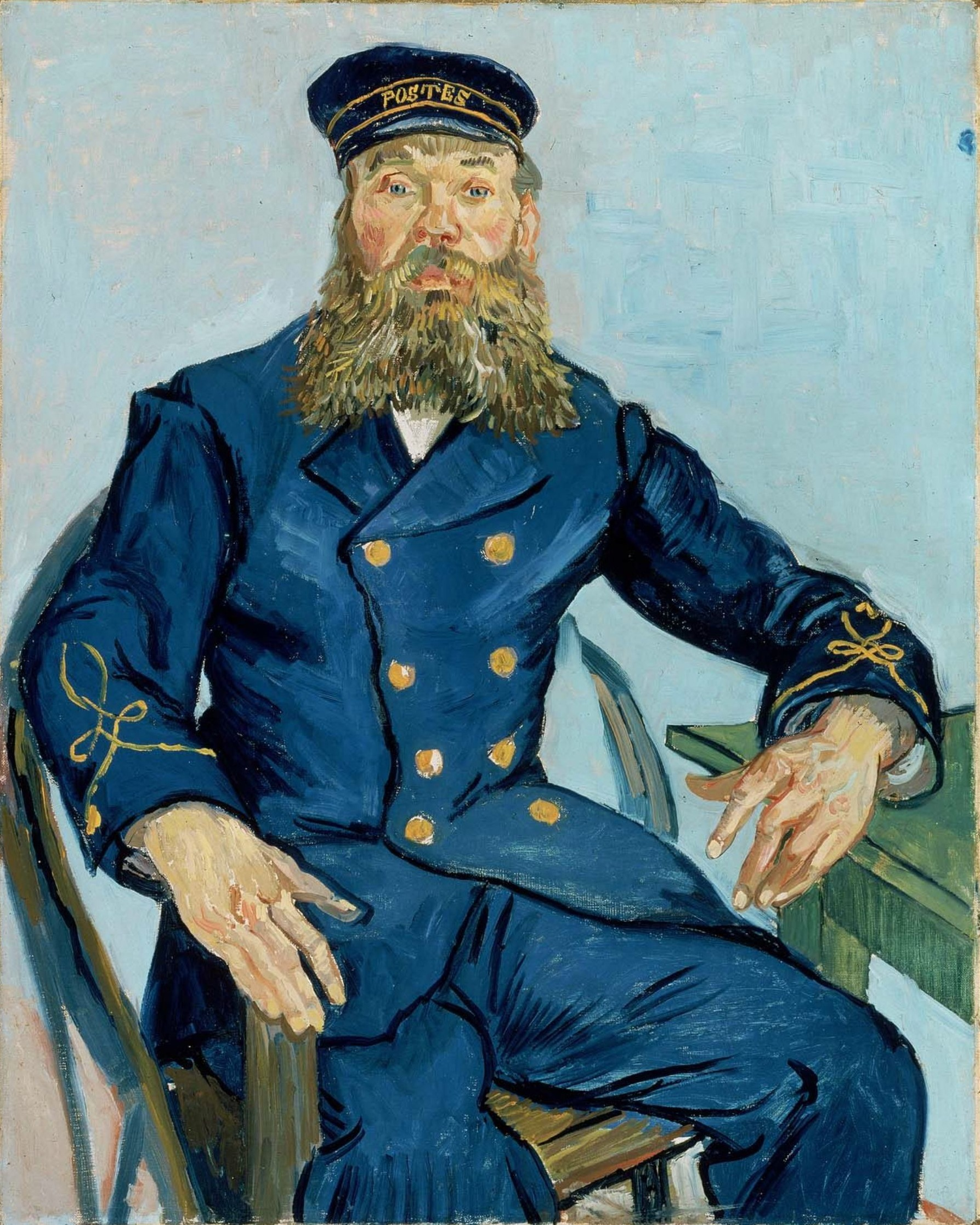
Retrato del cartero Joseph Roulin, 1888.

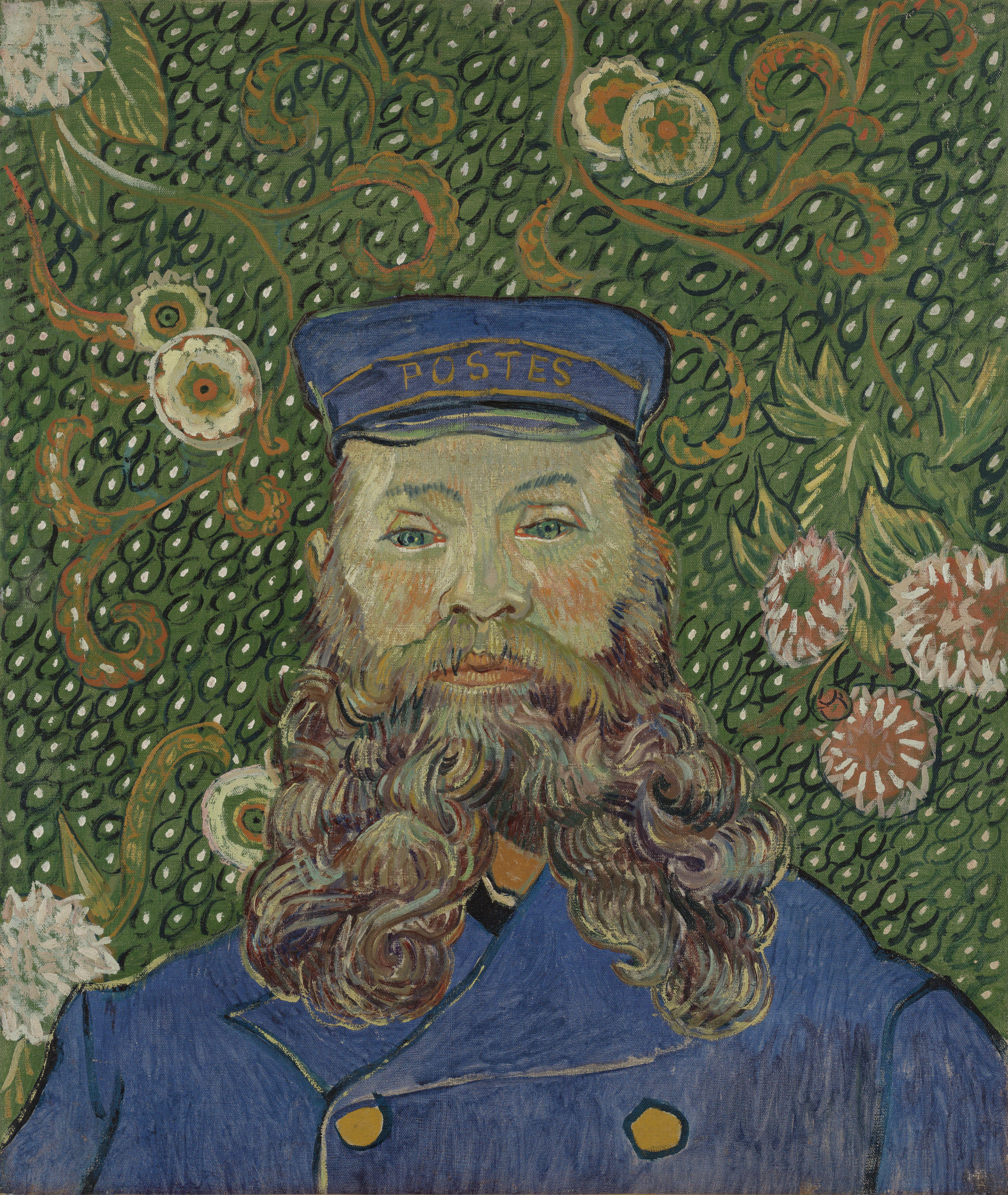
Retrato de Joseph Roulin, abril de 1889.

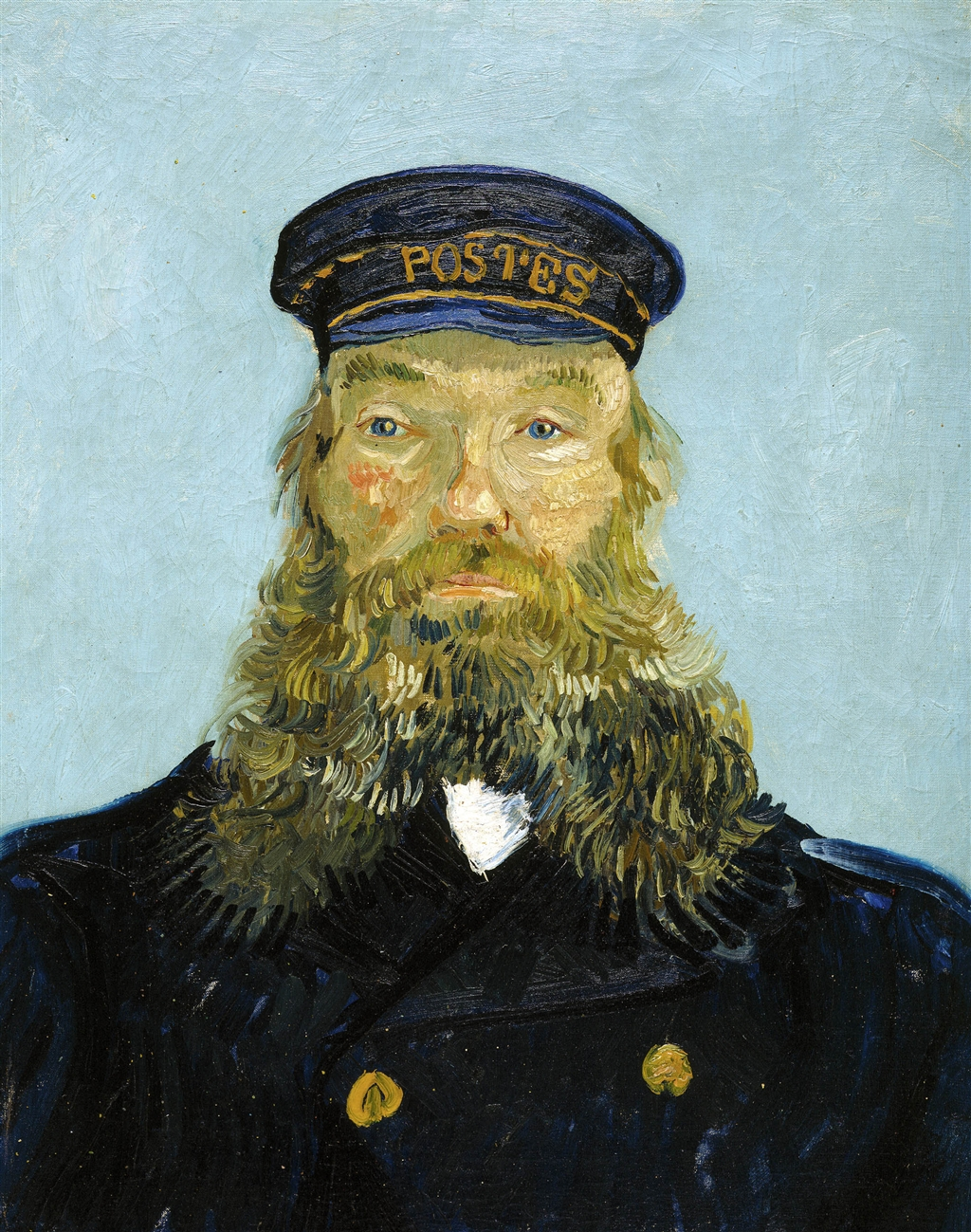
Retrato del cartero Joseph Roulin, agosto de 1888.

### Augustine
Augustine Roulin (nacida Augustine-Alix Pellicot) nació el 9 de octubre de 1851 en Lambesc y murió el 5 de abril de 1930.
Después de que su marido posara para varios cuadros del pintor, Augustine se sentó para Van Gogh y Paul Gauguin en la Casa Amarilla que los dos hombres compartían. Durante la sesión, mantuvo su mirada en Gauguin, posiblemente para tranquilizarse porque, según su hija, no estaba cómoda en presencia de van Gogh. Se sentó en la esquina de la habitación al anochecer. Las pinturas resultantes son bastante diferentes, como era típico de las sesiones donde los artistas compartieron el mismo modelo. El retrato de Gauguin incluye al fondo un cuadro suyo recientemente terminado titulado Árboles Azules. Pintó a Augustine de manera sincera, literal.
En comparación, el trabajo de Van Gogh aparece ejecutado más deprisa y con pinceladas más gruesas que la obra de Gauguin. Van Gogh admiraba el trabajo del maestro holandés Frans Hals, cuyo estilo recuerda. Las pinceladas amarillas a un lado de su cabeza describen la luz de gas. Días después de terminar esta pintura Van Gogh empezó a pintar a los restantes Roulin, incluyendo a la bebé de cuatro meses, Marcelle.

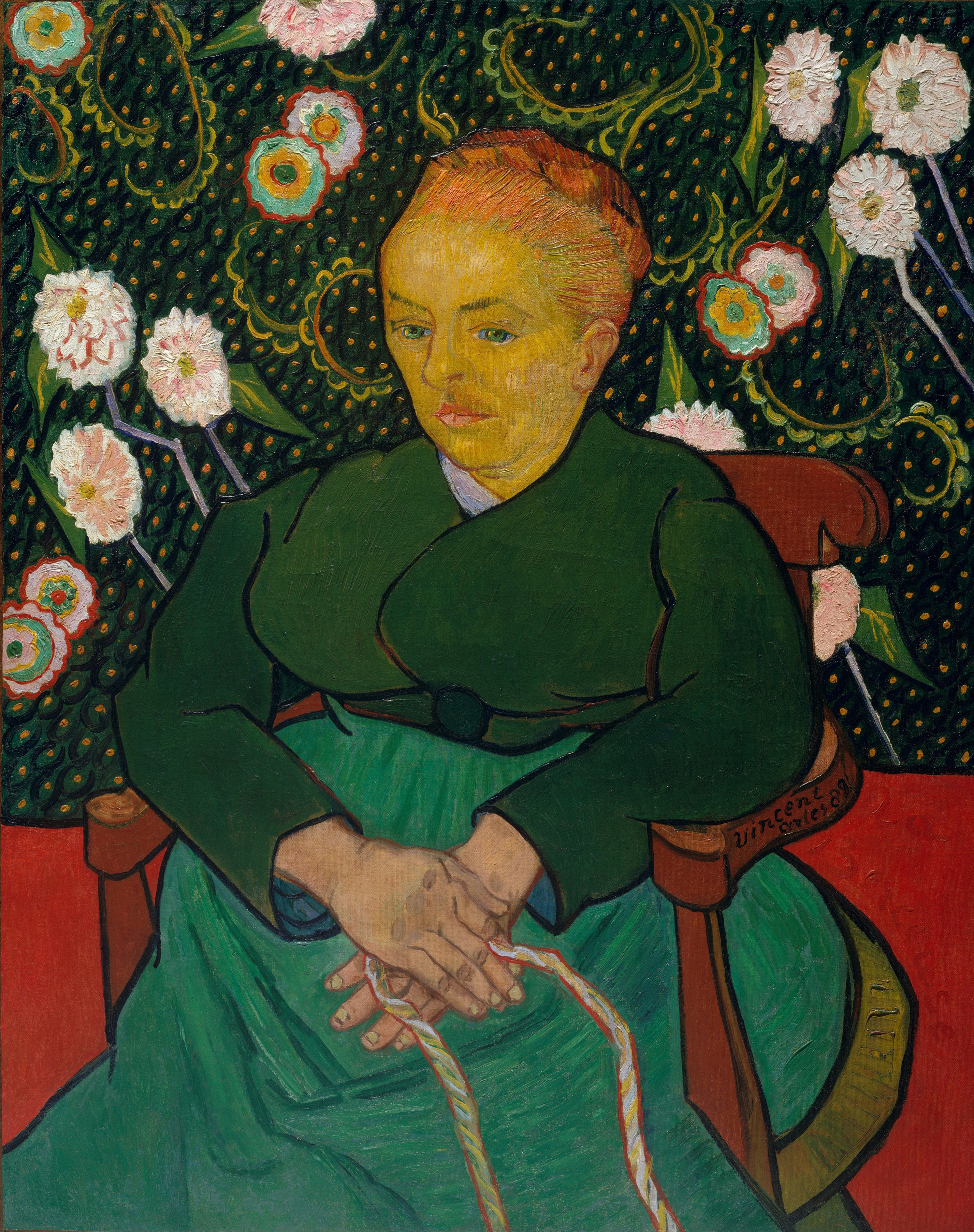
La berceuse, enero de 1889. Versión en el Museo Metropolitano de Nueva York.

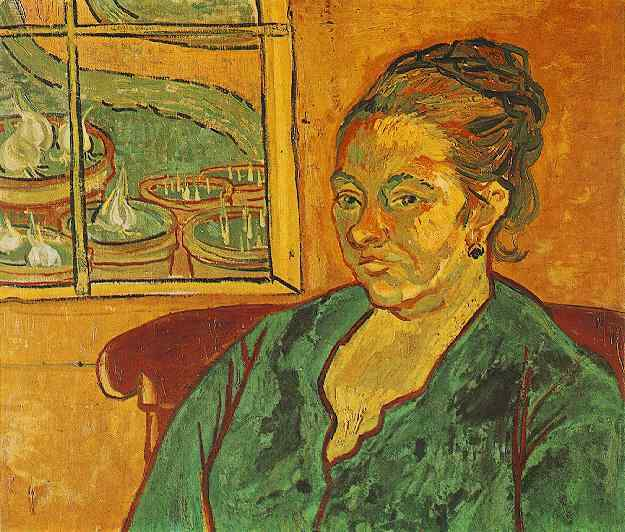
Retrato de Augustine Roulin, 1888.

Además de los trabajos con madre e hija donde Marcelle es visible, Van Gogh también creó varios La berceuse, trabajos donde Augustine mece por una cuerda su cuna no visible. El color y el encuadre pretendían evocar una nana, con la intención de dar consuelo a "almas solitarias". Hay una quinta versión de la pintura en el Instituto de Arte de Chicago.

### Armand
Armand Roulin, el hijo mayor, nació el 5 de mayo de 1871 en Lambesc, y murió el 14 de noviembre de 1945. Tenía 17 años cuando fue retratado por Van Gogh.
Los trabajos de Van Gogh le describen como un joven serio que en el tiempo de las pinturas había dejado la casa de sus padres, trabajando como aprendiz de herrero. El cuadro del Museo Folkwang muestra a Armand luciendo la que probablemente sería su mejor ropa: un elegante sombrero de fieltro, un  abrigo amarillo vivo, corbata blanca y chaleco negro. Armand parece un poco triste, o quizás aburrido de posar. Su figura llena el cuadro dando la impresión de ser un hombre joven confiado y varonil.
En el segundo trabajo, con el cuerpo ligeramente ladeado y sus ojos mirando abajo, parece un joven triste. Incluso el ángulo caído del sombrero parece indicar tristeza. Ambas pinturas fueron hechas en un lienzo grande, 65 x 54 cm.
Loving Vincent, una película de animación de 2017 basada en la vida de Vincent van Gogh, presenta a Armand Roulin como el personaje principal. En él, a Roulin su padre, Joseph, le pide que entregue una carta al hermano de Vincent, Theo van Gogh. La película fue aclamada por la crítica por el uso de pinturas al óleo similares a las de van Gogh. Sus pinturas se utilizaron en cada fotograma de la película, utilizando imágenes fijas de las pinturas reales y basando el diseño de Armand Roulin en las pinturas de van Gogh; muchos de sus retratos, incluyendo el Retrato de Armand Roulin (1888), proporcionaron los diseños para los personajes de la película.

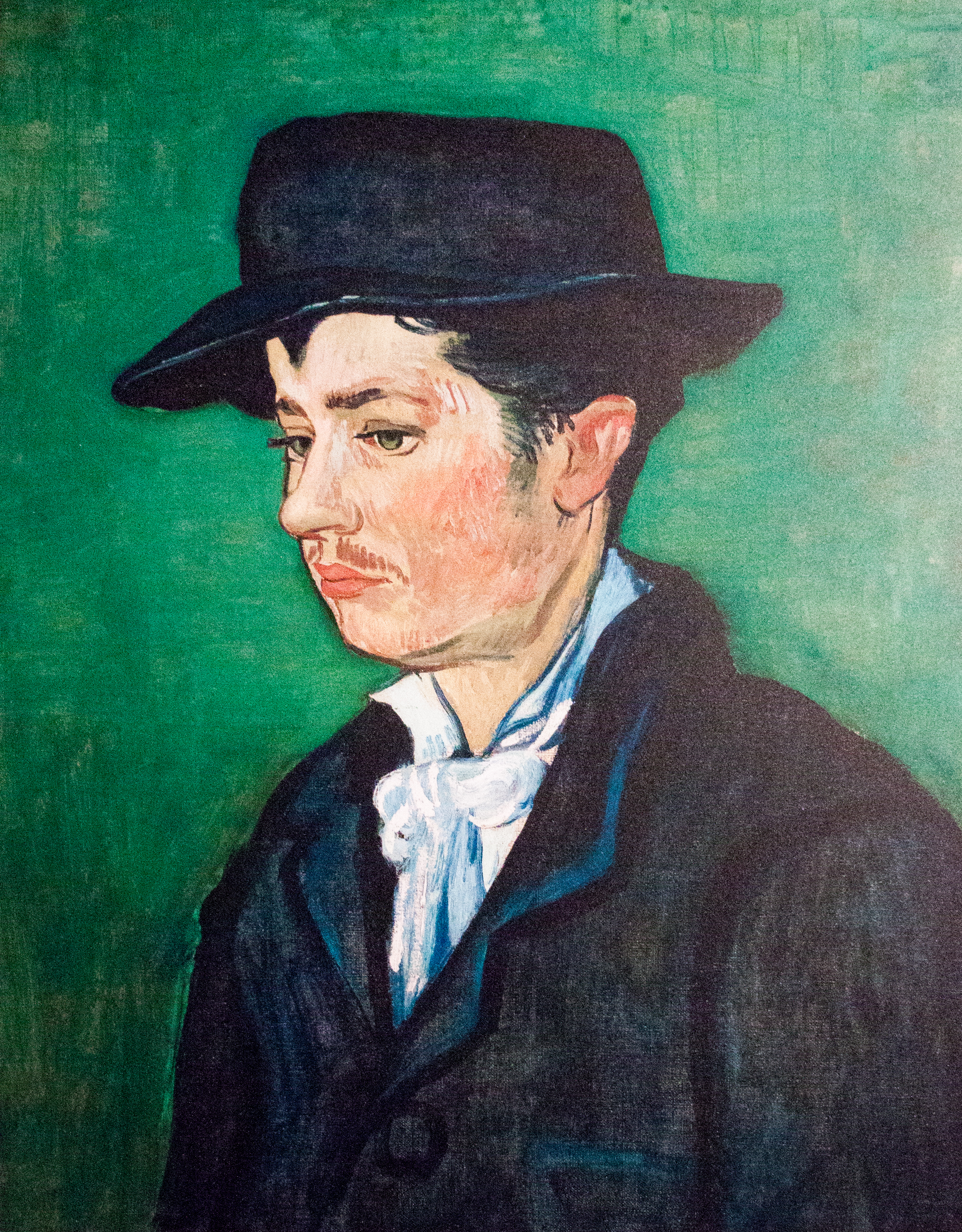
Retrato de Armand Roulin, 1888.

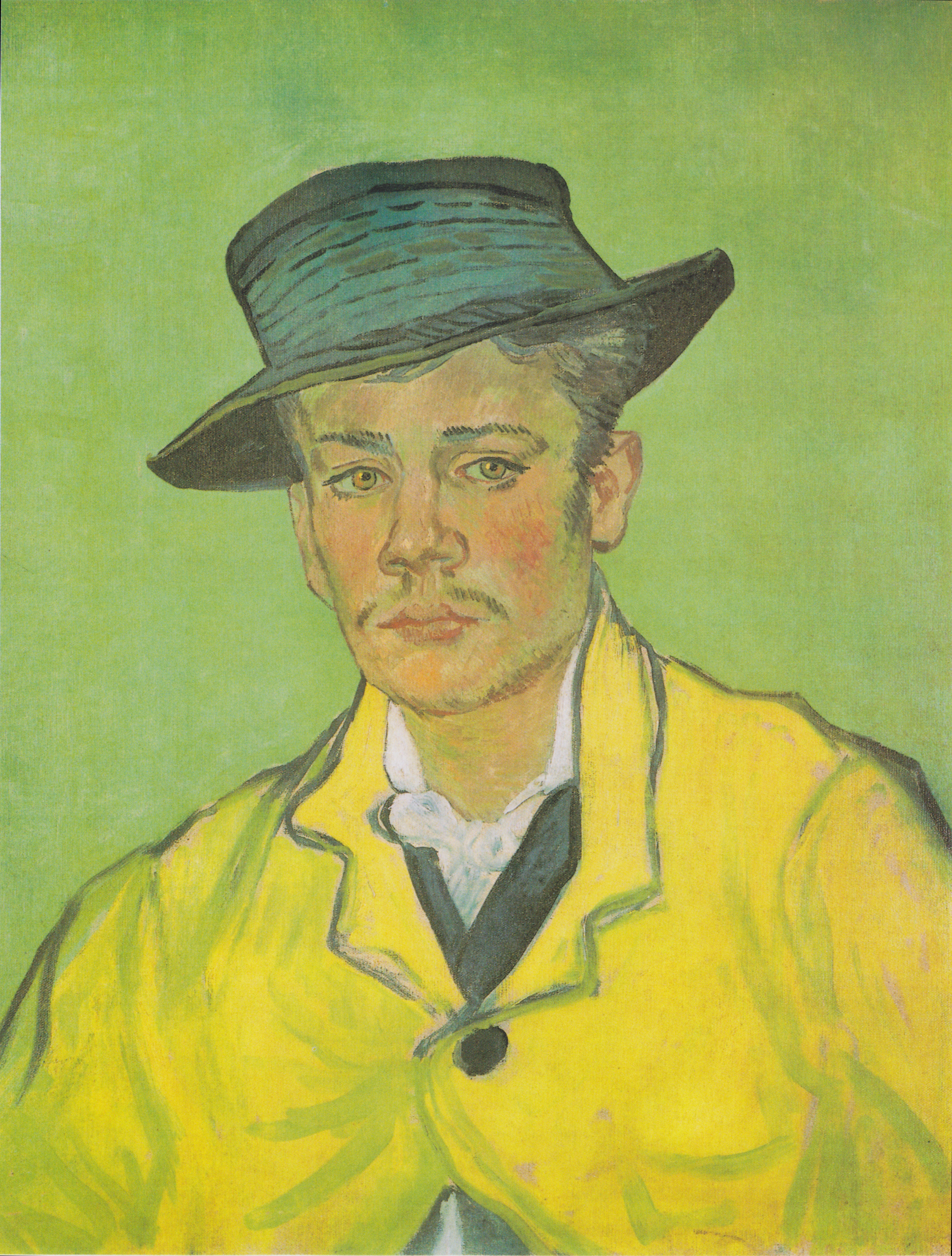
Armand Roulin a los 17 años, noviembre-diciembre de 1888. Museo Folkwang.

### Camille
Camille Roulin, el hijo mediano, nació en Lambesc el 10 de julio de 1877, y murió el 4 de junio de 1922. Cuando su retrato fue pintado, Camille tenía once años. La pintura del Museo Van Gogh muestra un encuadre cercano de su cabeza y hombros. Las pinceladas amarillas detrás evocan el sol.
Una pintura muy similar se guarda en el Museo de Arte de Filadelfia (F537).
En El escolar con gorra militar Camille parece mirar abstraídamente. Su brazo está sobre el respaldo de una silla, la boca abierta, posiblemente perdido en sus pensamientos. Esta es la obra más grande de los dos retratos hechos de Camille.

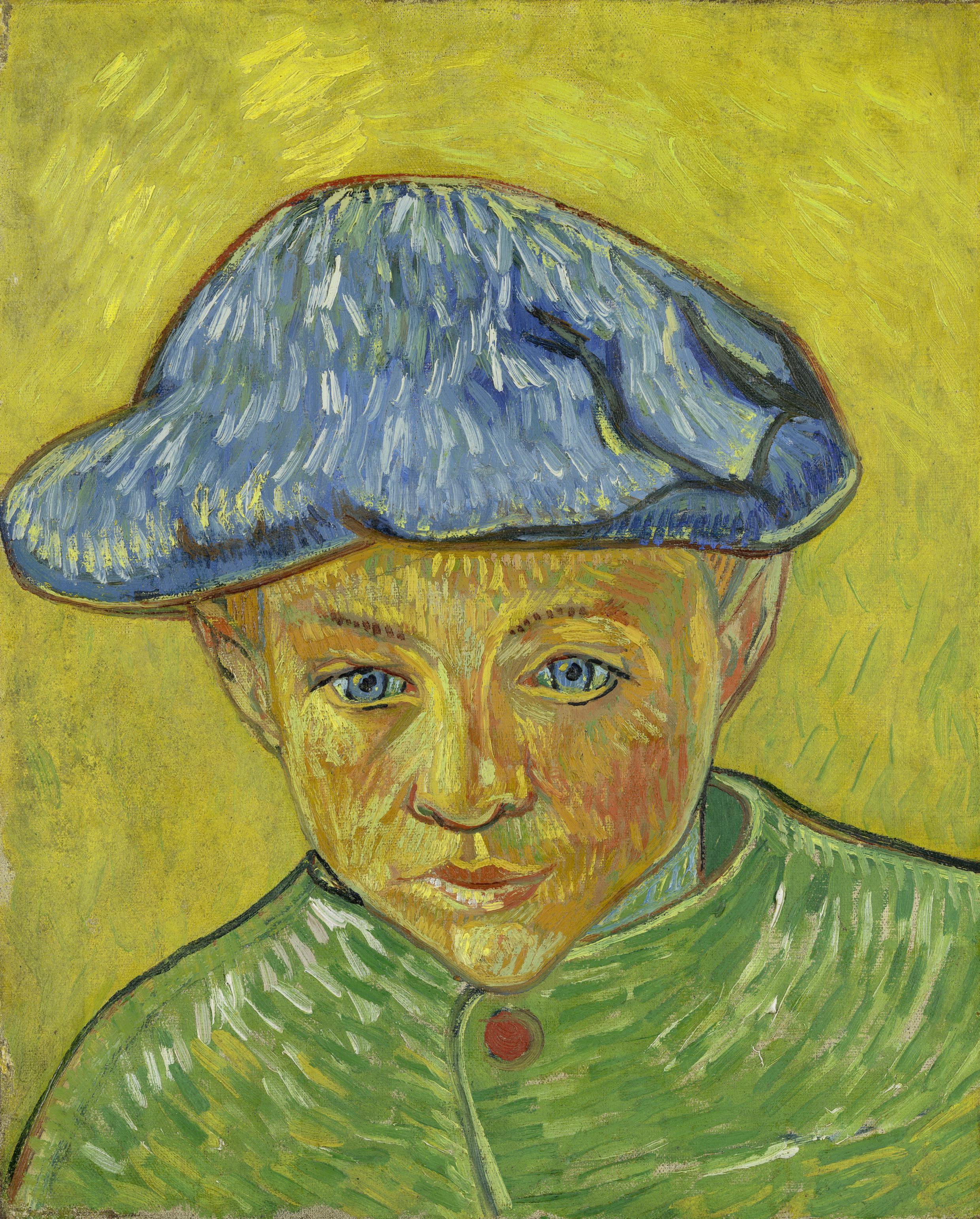
Retrato de Camille Roulin, segunda versión, en el Museo Van Gogh.

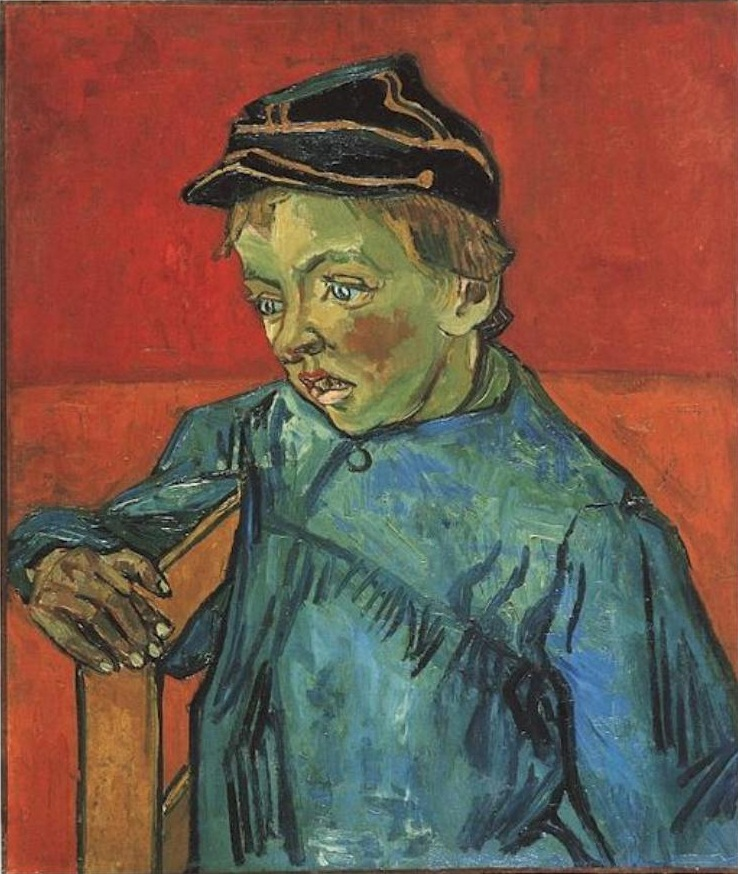
El escolar con képi (Camille Roulin), 1888.

### Marcelle
Marcelle Roulin, la hija menor (31 de julio de 1888 – 22 de febrero de 1980) tenía cuatro meses, cuando Van Gogh hizo sus retratos.  Fue pintada tres veces sola y dos en el regazo de su madre. Los tres trabajos muestran la cabeza y hombros de Marcelle con sus mejillas y brazos regordetes contra un fondo verde.
Cuando Johanna van Gogh, embarazada entonces, vio la pintura, escribió: "me gusta imaginar que el nuestro será igual de fuerte, igual de bonito – y que su tío un día pintará su retrato!" Otra versión titulada Roulin  bebé se guarda en la Galería Nacional de Arte en Washington D. C.

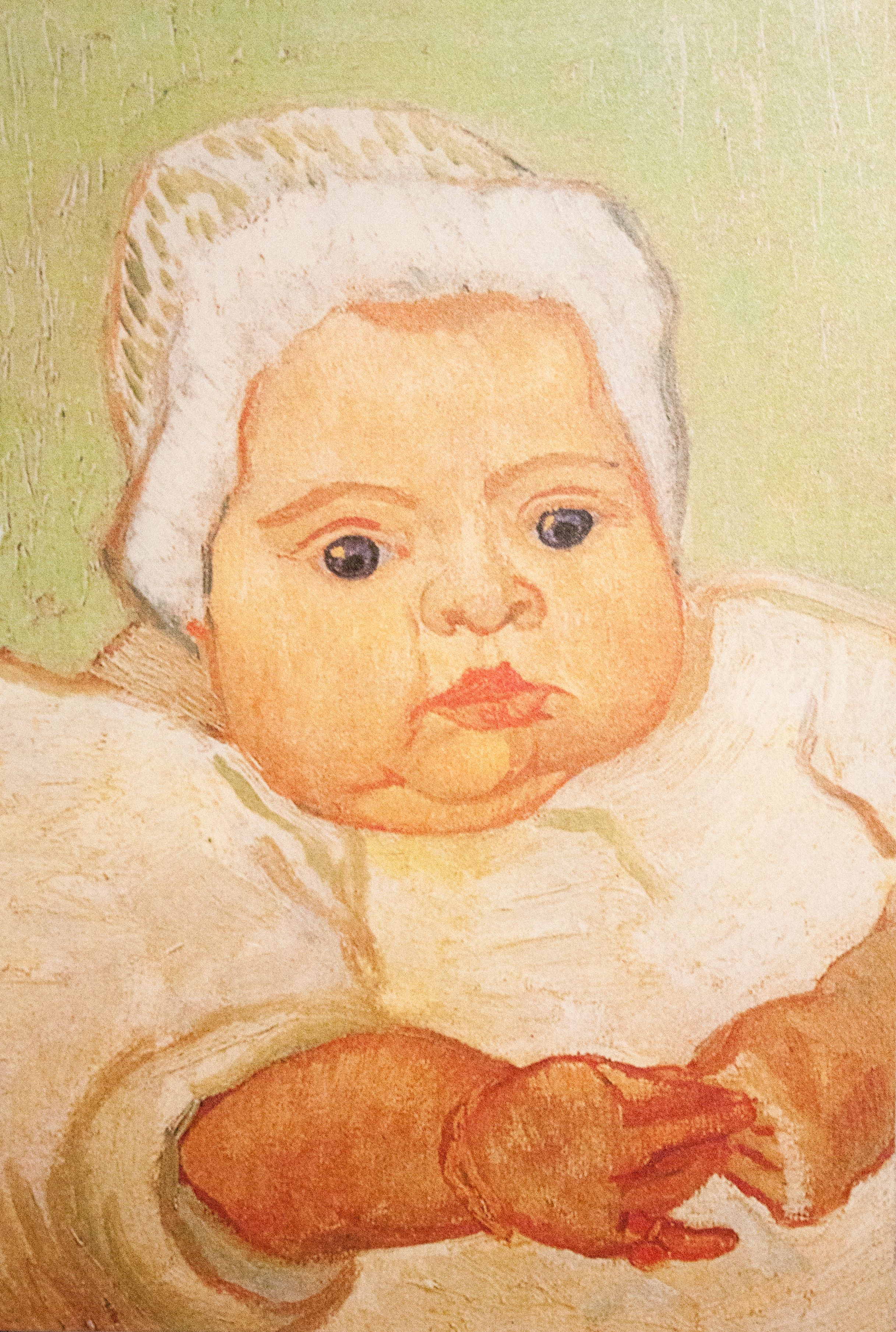
Marcelle Roulin bebé, segunda versión, diciembre de 1888.

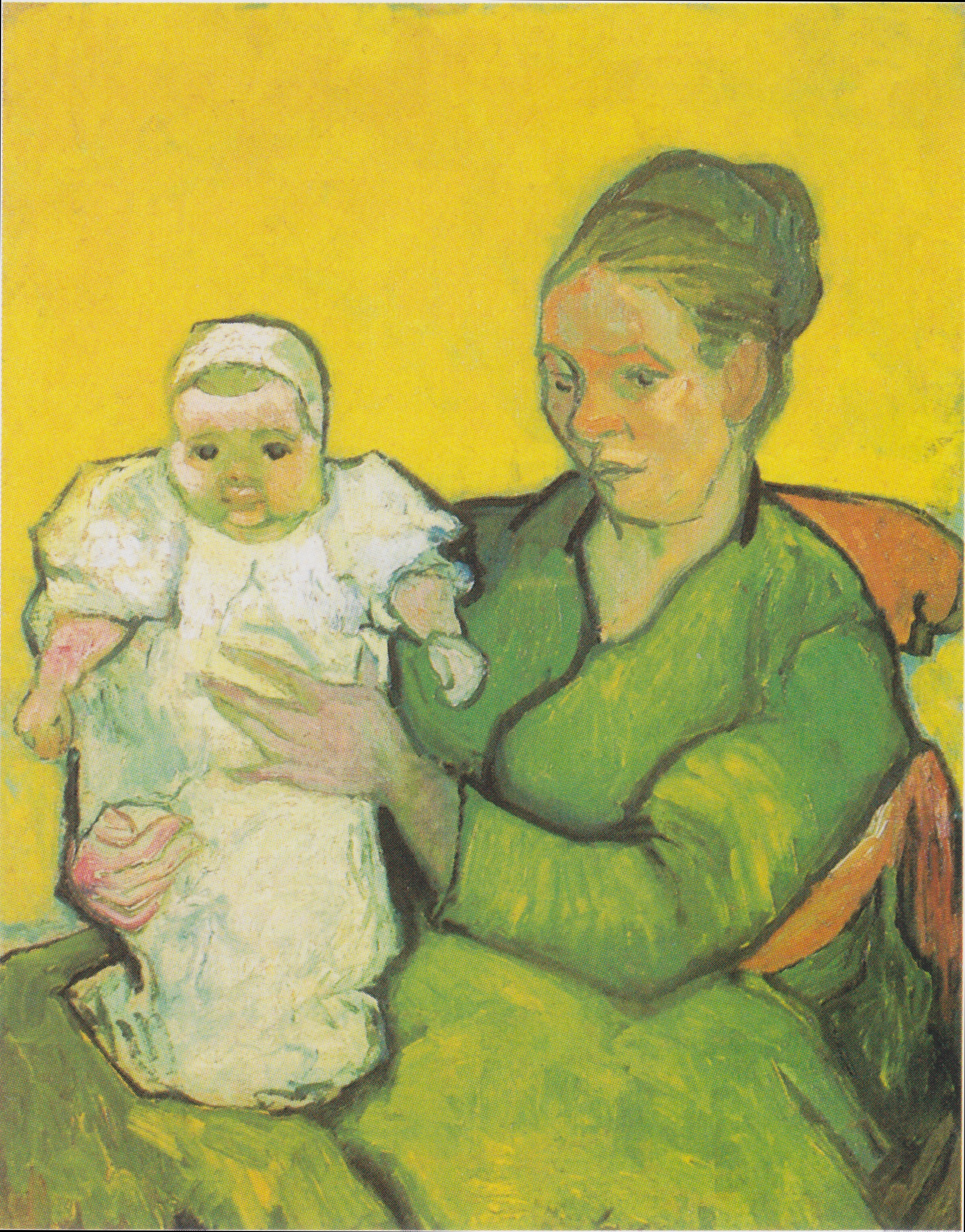
Madame Augustine Roulin con bebé, noviembre-diciembre de 1888. Versión en el Museo Metropolitano de Nueva York.

En el retrato Madame Augustine Roulin y Marcelle bebé del Museo de Arte de Filadelfia, la madre sujeta a la bebé. Augustine, relajada y con la cara en la sombra, aparece pasiva. Se aprecia en el tamaño de hombros, brazos y manos, el trabajo duro para cuidar de su familia. Eran tiempos en que aún no había las comodidades modernas, como lavadoras. En una pose tradicional materna, Augustine sostiene a su hija, apoyando la espalda de la criatura en su brazo derecho y estabilizando su parte central con la mano izquierda. Marcelle, cuya cara mira al exterior, es más activa y atrae al espectador.
Para simbolizar la cercanía de madre e hija, utilizó colores adyacentes de la rueda de color, verde, azul y amarillo en este trabajo. El fondo amarillo vibrante crea un fulgor tibio alrededor de las figuras, como un gran halo. De su uso del color, Van Gogh escribió: "en lugar de reproducir exactamente lo que tengo ante mis ojos, uso el color... Para expresarme más a la fuerza". Émile Bernard, amigo de Van Gogh, fue el dueño inicial de esta pintura.